# Юдин, Михаил Михайлович
Михаи́л Миха́йлович Ю́дин (18 января 1976, Липецк — 22 марта 2020, Липецк) — российский футболист, защитник.

## Карьера
Воспитанник СДЮШОР липецкого «Металлурга», первым тренером был Виктор Лысковцев. С 1993 по 1998 год играл за липецкий клуб на профессиональном уровне, в 142 матчах забил 4 гола. Первый матч в профессиональном футболе провёл 18 апреля 1993 года на Кубок России против тульского «Арсенала» — команды, цвета которой позже стал защищать. В 1998 году выступал за «Орёл», сыграл 10 встреч.
Сезон 1999 года провёл в клубе «Сатурн», однако за основу не сыграл ни разу, выступал только за дублирующий состав, в 37 играх забил 1 мяч.
С 2000 по 2001 год выступал в составе тульского «Арсенала», в 63 встречах первенства отличился 3 раза, и ещё 5 игр провёл в Кубке России, в том числе принял участие в матче 1/4 финала с командой Высшей лиги «Крылья Советов».
Сезон 2002 года провёл в «Кубани», сыграл 17 встреч в первенстве и 2 матча в Кубке. С 2003 по 2004 год снова выступал за «Металлург», принял участие в 28 играх команды в первенстве и в 2 матчах Кубка России.
Сезон 2004 года провёл в клубе «Металлург-Кузбасс», за который сыграл только 2 встречи. С 2005 по 2007 год опять выступал за липецкий «Металлург», в 71 матче первенства отличился 1 раз, и ещё провёл 3 игры в Кубке.
В 2008 году перешёл в «Амур», в составе которого сыграл 24 матча в первенстве и 1 встречу в Кубке России. Затем перешёл тамбовский «Спартак», где и провёл сезон 2009 года, забив 2 гола в 27 играх первенства, и ещё 1 матч сыграв в Кубке.
С 2010 года в последний раз выступал за «Металлург», провёл 24 игры в первенстве и 5 встреч в Кубке России. Кроме того, принял участие в матчах молодёжной команды в любительском турнире. Осенью 2011 года по взаимному согласию его контракт с клубом был расторгнут.
Выступал в составе юношеской сборной России. Всего за время карьеры провёл более 200 матчей в третьей по значимости профессиональной лиге России, более 100 игр во втором по значимости профессиональном дивизионе и выходил на поле в Кубке России, начиная с той стадии, когда в борьбу за трофей вступают клубы наивысшей по уровню лиги.
Умер 22 марта 2020 в результате инсульта.